# 惑星シンクロトロン電波望遠鏡
惑星シンクロトロン電波望遠鏡は、東北大学大学院理学研究科惑星プラズマ・大気研究センターが運用する電波望遠鏡であり、福島県相馬郡飯舘村に設置されている。主な観測対象は、木星周辺の放射線帯内に存在する高エネルギー電子から放射される電波と、太陽コロナ中に存在するプラズマが加速する際に放射される電波バーストである。

## 望遠鏡
惑星シンクロトロン電波望遠鏡は、幅16.5メートル、高さ31メートルの放物面の一部を二つ並べたような形をしている。主鏡面は2センチメートル間隔のワイヤーメッシュ構造となっており、望遠鏡は水平方向と仰角方向に回転する経緯台に載せられている。

## 科学観測
惑星シンクロトロン電波望遠鏡は、325MHzと785MHz、および150から500MHzの電波を観測することができる。この周波数帯で、木星のシンクロトロン放射および太陽電波を観測することがこの望遠鏡の主要な目的であるが、パルサー等の微弱な電波を観測することもできる。